# Proclu al Constantinopolului

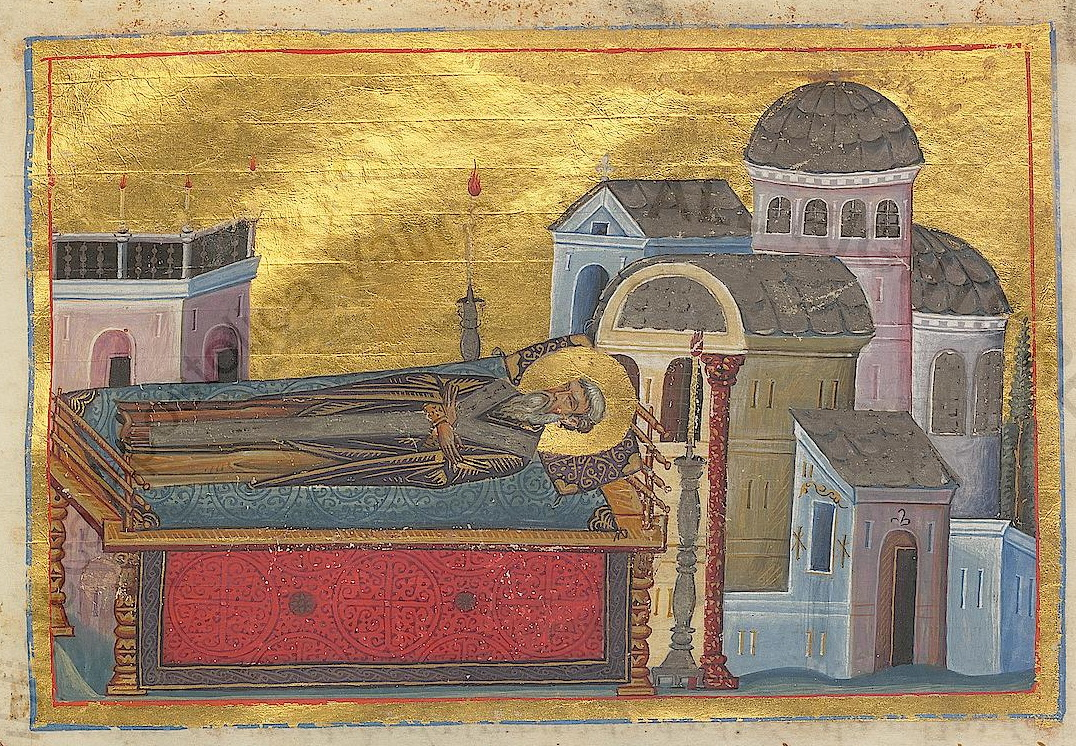
Proclu reprezentat în Menologhionul împăratului Vasile al II-lea

Proclu (n. 390 d.Hr. – d. 446 d.Hr., Constantinopol, Imperiul Roman de Răsărit) a fost un cleric creștin care a îndeplinit funcția de arhiepiscop al Constantinopolului (434-446), în timpul împăratului bizantin Teodosie cel Tânăr. Este venerat ca sfânt atât de Biserica Catolică, cât și de Biserica Ortodoxă.

## Biografie
Prieten și discipol al Sfântului Ioan Gură de Aur, Proclu a devenit secretar al arhiepiscopului Atticus al Constantinopolului (406–425), care l-a hirotonit diacon și preot. Succesorul lui Atticus, Sisinnius I (426-427), l-a hirotonit episcop al Cizicului, dar clericii nestorieni de acolo au refuzat să-l primească deoarece între timp aleseseră pe altcineva, iar el a rămas la Constantinopol. La moartea lui Sisinnius I, faimosul Nestorie i-a succedat ca arhiepiscop al Constantinopolului (428–431), iar la începutul anului 429, cu prilejul unei sărbători dedicate Maicii Domnului (Fecioara Maria), Proclu a ținut celebra sa predică despre Întrupare, care a fost apoi introdusă la începutul documentelor Sinodului Ecumenic de la Efes.
Atunci când arhiepiscopul Maximian (431–434) a murit în Joia Mare, Proclu a fost întronat imediat în scaunul arhiepiscopal cu permisiunea împăratului Teodosie al II-lea și prin voința episcopilor adunați la Constantinopol. După înmormântarea predecesorului său, arhiepiscopul Proclu a trimis patriarhilor Chiril al Alexandriei și Ioan al Antiohiei obișnuitele scrisori sinodice care anunțau numirea lui, ambii aprobând această numire.
În anul 436 episcopii din Armenia l-au consultat pe Proclu cu privire la anumite doctrine teologice de origine nestoriană, predominante în țara lor și atribuite lui Teodor din Mopsuestia, cerând condamnarea lor. Proclu a răspuns în anul următor în scrisoarea cunoscută sub numele de Tomosul către armeni, pe care a trimis-o episcopilor răsăriteni, cerându-le să o semneze și să i se alăture în condamnarea doctrinelor criticate de armeni. Ei au aprobat ceea ce era scris în scrisoare, dar, din admirație față de Teodor, au ezitat să condamne doctrinele care i-au fost atribuite. Proclu a răspuns că, deși dorea ca învățăturile de credință menționate în tomosul său să fie dezavuate, nu le-a atribuit lui Teodor sau altcuiva, nevrând să condamne nicio persoană.
Un rescript de la Teodosie obținut de Proclu, prin care împăratul își declara dorința ca toți să trăiască în pace și să nu fie condamnat nimeni care a murit în comuniune cu biserica, a liniștit acel conflict. Modul cum a gestionat această chestiune a arătat în mod evident moderația și tactul arhiepiscopului Proclu. În 438 el a transferat moaștele fostului său învățător, Sfântul Ioan Gură de Aur, de la Comana înapoi la Constantinopol, unde le-a înmormântat cu mare cinste în Biserica celor doisprezece apostoli. Această acțiune a permis reconcilierea grupurilor despărțite ca urmare a destituirii arhiepiscopului Ioan, pe care adepții lui au considerat-o ca fiind nedreaptă.
În anul 439, la cererea unei delegații din Cezareea Capadociei, Proclu l-a ales ca noul lor episcop pe Talasie, care urma să fie numit prefect pretorian al Răsăritului.
În timpul conducerii lui Proclu a intrat în uzul bisericesc Trisaghionul (imnul „Sfinte Dumnezeule, Sfinte tare, Sfinte fără de moarte, miluiește-ne pe noi”). Se spune că Trisaghionul a fost introdus într-o perioadă de patru luni în care au avut loc cutremure violente la Constantinopol, astfel încât oamenii au fost obligați să părăsească orașul și să locuiască în tabere amplasate pe câmp.
Proclu a murit cel mai probabil în iulie 446. Se pare că a fost înțelept, moderat și conciliant, un adept strict al Ortodoxiei, pentru a-i câștiga pe cei cu idei diferite mai degrabă prin persuasiune decât prin forță.

## Lucrări
Scrierile lui Proclu constau din 20 de predici (unele cu o autenticitate îndoielnică). Cinci au fost publicate de cardinalul Angelo Mai, dintre care 3 sunt păstrate doar într-o versiune siriacă, textele în versiunea greacă fiind pierdute, 7 scrisori adresate arhiepiscopului de către alte persoane și câteva fragmente din alte scrisori și predici.
Proclu a fost citat de cardinalul John Henry Newman pentru scrierile sale cu privire la mariologie și pentru sprijinul acordat dogmei conciliare cu privire la Maica Domnului.
Arhiepiscopul Proclu a fost citat, de asemenea, de Cotton Mather în lucrarea sa intitulată Psalterium Americanum (un comentariu la Cartea Psalmilor) pentru ideile sale cu privire la Cartea Psalmilor. Mather îl menționează în mod direct pe Proclu într-un citat de cinci rânduri cu privire la motivele citirii psalmilor.

## Zile de prăznuire
Biserica Ortodoxă sărbătorește ziua de prăznuire a Sfântului Proclu pe 20 noiembrie, iar Biserica Romano-Catolică îl prăznuiește pe 24 octombrie.

## Legături externe
- http://www.santiebeati.it/dettaglio/74960
- http://www.catholic.org/saints/saint.php?saint_id=5487

| Funcții religioase     | Funcții religioase                        | Funcții religioase |
| ---------------------- | ----------------------------------------- | ------------------ |
| Predecesor: Maximianus | Arhiepiscop al Constantinopolului 434-446 | Succesor: Flavian  |